# 李及蘭
李及兰（1904年1月1日—1957年3月21日）字治方，广东阳山縣人，中華民國軍事人物。

## 生平
李及兰就读于广东省立第一中学。1924年考入黄埔陆军军官学校第一期。毕业后参加国民革命军东征。
1925年底，擔任国民革命军第三师第八团第三营营长。1928年，擔任国民革命军第三师第八团上校团长。1929年2月，擔任陆军第四十五师步兵第一三三旅第二六五团团长。1930年，擔任教导第三师第二旅少将旅长。1931年，擔任陆军第十四师步兵第四十一旅旅长。1932年，擔任陆军第五十二师第一五五旅旅长。1933年8月，進入陆军大学第十期學習，并擔任国民政府军事委员会参议。1935年4月，從陆军大学毕业。5月，擔任国民政府军事委员会委员长行营陆军整理处军官教育团第三营营长。1936年1月，授予陆军少将軍銜。11月，擔任陆军第四十九师师长。1938年，擔任陆军第五十五师师长。1940年1月，擔任陆军第九十四军军长，之後兼任宜巴要塞区守备司令。5月，获頒四等宝鼎勋章。1943年，擔任长江上游江防副总司令。1945年，第二次中日戰爭結束，擔任淞沪警备副总司令兼吴淞要塞司令。10月，获頒忠勤勳章。1946年4月，擔任淞沪警备总司令。5月，获頒胜利勛章。10月，擔任第六绥靖区副司令官。1947年，擔任中国国民党中央训练团副教育长。同年11月，当选行宪国民大会代表。1948年1月，获頒三等宝鼎勳章。7月，擔任参谋部参谋次长。9月，晋任陆军中将。1949年8月，擔任广州绥靖公署副主任兼广州卫戍总司令。
1949年10月，前往香港。1951年2月，從香港前往台湾。1957年3月21日，病逝于台北。